# Lê Nhật Thành
Lê Nhật Thành (sinh ngày 7 tháng 8 năm 1975) là sĩ quan Công an nhân dân Việt Nam. Ông là Đại tá Công an, hiện là Phó Cục trưởng Cục An ninh nội địa, Bộ Công an, Ủy viên chuyên trách Hội đồng dân tộc của Quốc hội, Đại biểu Quốc hội khóa XV từ Hà Nội, Phó Chủ tịch Nhóm nghị sĩ Việt Nam – Palestine.
Lê Nhật Thành là đảng viên Đảng Cộng sản Việt Nam, học vị Cử nhân tiếng Anh, Tiến sĩ An ninh, Cao cấp lý luận chính trị. Ông có hơn 20 năm phục vụ ngành công an rồi tham gia Quốc hội.

## Xuất thân và giáo dục
Lê Nhật Thành sinh ngày 7 tháng 8 năm 1975 tại thị trấn Nho Quan, huyện Nho Quan, tỉnh Ninh Bình. Ông lớn lên và tốt nghiệp phổ thông ở Nho Quan, thi đỗ Học viện An ninh nhân dân, theo học và tốt nghiệp hai bằng đại học gồm Cử nhân ngoại ngữ chuyên ngành tiếng Anh và Cử nhân An ninh, chuyên ngành Điều tra tội phạm. Ông học cao học và là nghiên cứu sinh, rồi trở thành Tiến sĩ An ninh. Ông được kết nạp Đảng Cộng sản Việt Nam vào ngày 10 tháng 6 năm 2002, là đảng viên chính thức sau đó 1 năm, từng tham gia khóa chính trị tại Học viện Chính trị Quốc gia Hồ Chí Minh, nhận bằng Cao cấp lý luận chính trị. Hiện ông thường trú tại phường Kim Giang, quận Thanh Xuân, Hà Nội.

## Sự nghiệp
Tháng 10 năm 1998, sau khi tốt nghiệp trường An ninh, Lê Nhật Thành nhận cấp hiệu Trung úy, được điều về Tổng cục An ninh, Bộ Công an, phân công làm Cán bộ Tham mưu, Phòng Tham mưu, Cục Bảo vệ Chính trị IV. Sau đó nửa năm, vào tháng 3 năm 1999, ông được điều chuyển làm Cán bộ Trinh sát thuộc Phòng 2, Cục Bảo vệ Chính trị IV, đến tháng 5 năm 2003 thì chuyển tới Cục An ninh xã hội làm Cán bộ Tham mưu của Phòng Tham mưu, đồng thời là Bí thư Đoàn cơ sở Cục An ninh xã hội. Sau đó, tháng 8 năm 2008, ông được phân công làm Phó Bí thư chi bộ, thăng chức Phó Trưởng phòng Tham mưu Cục An ninh xã hội, được bầu làm Ủy viên Đảng ủy Cục An ninh xã hội, Bí thư chi bộ, Trưởng phòng Tham mưu Cục An ninh xã hội từ tháng 11 năm 2014. Tháng 9 năm 2018, Tổng cục An ninh được giải thể, Cục An ninh xã hội được đổi thành Cục An ninh nội địa, ông tiếp tục công tác ở cơ quan này, là Ủy viên Đảng ủy Cục An ninh nội địa, Trưởng phòng Tham mưu Cục An ninh nội địa, Bộ Công an.
Tháng 3 năm 2021, Lê Nhật Thành tham gia công tác chỉ đạo bảo đảm an ninh nội địa, được bầu làm Ủy viên Đảng ủy Cục An ninh nội địa, đồng thời được bổ nhiệm làm Phó Cục trưởng Cục An ninh nội địa, Bộ Công an, cấp hiệu Đại tá. Trong năm này, ông được Đảng ủy Công an giới thiệu tham gia ứng cử đại biểu Quốc hội từ Hà Nội, tại đơn vị bầu cử số 8 gồm huyện Quốc Oai, Chương Mỹ, Thạch Thất, rồi trúng cử Đại biểu Quốc hội khóa XV với tỷ lệ 69,66%. Trong nhiệm kỳ này, từ ngày 23 tháng 7 năm 2021, ông được phân công làm Ủy viên chuyên trách Hội đồng dân tộc của Quốc hội, Phó Chủ tịch Nhóm nghị sĩ Việt Nam – Palestine từ tháng 11 năm 2021.

## Lịch sử thụ phong quân hàm
| Quân hàm |        |  |  |  |  |  |  |  |  |  |  |
| Cấp bậc  | Đại tá |  |  |  |  |  |  |  |  |  |  |
|          |        |  |  |  |  |  |  |  |  |  |  |